# Opogona calculata
Opogona calculata är en fjärilsart som beskrevs av Edward Meyrick 1919. Opogona calculata ingår i släktet Opogona och familjen äkta malar. Inga underarter finns listade i Catalogue of Life.